# Carnegiestiftelsen
Den svenska Carnegiestiftelsen instiftades 6 oktober 1911 av skotsk-födde amerikanske industrimannen och filantropen Andrew Carnegie för att belöna dem som "frivilligt eller eljest utöver vad plikten kan anses ha bjudit, genom fredlig bedrift vågat livet för att inom Sverige eller dess område rädda människors liv." Han donerade USD 230 000 till den svenska stiftelsen och avkastningen går varje år till att belöna bragder och, i andra hand, forskning som kan rädda liv.
Carnegiestiftelsen är den svenska motsvarigheten till amerikansk-kanadensiska The Carnegie Hero Fund Commission, som Andrew Carnegie instiftade 1904 efter en kolgruveolycka utanför Pittsburgh i januari samma år som skördade 181 människors liv. Två av de omkomna hade dött när de försökte rädda sina kamrater. När Carnegie hörde talas om detta fick han idén till att skapa en stiftelse som ger erkännande till personer som opåkallat riskerar livet för att rädda andra, samt ger finansiellt stöd till dem som handikappats vid sådana insatser eller till deras familjer om de omkommit.
Carnegie skapade sedan motsvarigheter till den amerikansk-kanadensiska stiftelsen i tio europeiska länder:
- Storbritannien (Carnegie Hero Fund Trust) - instiftad 21 september 1908
- Frankrike (Fondation Carnegie) - instiftad 23 juli 1909
- Tyskland (Carnegie Stiftung für Lebensretter) - instiftad i december 1910. Den tyska stiftelsen upplöstes av nazisterna 1934 och återupplivades först 2005
- Norge (Carnegie Heltefond for Norge) - instiftad 21 mars 1911
- Nederländerna (Stichting Carnegie Heldenfonds) - instiftad 23 mars 1911
- Schweiz (The Carnegie Rescuers Foundation) - instiftad 28 april 1911
- Belgien (Carnegie Hero Fund) - instiftad 13 juli 1911
- Italien (Fondazione Carnegie) - instiftad 25 september 1911
- Sverige (Carnegiestiftelsen) - instiftad 6 oktober 1911
- Danmark (Carnegies Belønningsfond for Heltemod) - instiftad 30 december 1911